# فيليبي باتيستا بينتو
فيليبي باتيستا بينتو (26 أبريل 1987 في البرازيل - ) هو لاعب كرة قدم برازيلي في مركز الوسط. لعب مع أتلتيكو مينييرو ونادي سي آر بي ونادي تومبينس ونادي كورينثيانس ألاغوانو وUberlândia Esporte Clube ‏ وDemocrata Futebol Clube ‏ وSanta Helena Esporte Clube ‏.

## وصلات خارجية
- فيليبي باتيستا بينتو على موقع قاعدة بيانات كرة القدم.إي يو (الإنجليزية)